# مرکز پزشکی عرب
مرکز پزشکی عرب (به انگلیسی: Arab Medical Center) بیمارستانی در شهر امان اردن است که در ۱۹۹۴ میلادی ساخته شد و دارای ۱۴۶ تخت است.